# Caroline Stage Olsen
Caroline Stage Olsen, född 10 november 1990 i Bagsværd i Danmark, är en dansk politiker. Hon är sedan 29 augusti 2024 digitaliseringsminister för Moderaterne i SVM-regeringen.
Stage Olsen tog cand.merc.-examen vid Copenhagen Business School 2015. Hon har bland annat arbetat som PR-chef vid British American Tobacco. Efter att Moderaterne bildats blev hon politisk chef i partiet. Innan hon utsågs till minister var hon rådgivare till utrikesminister Lars Løkke Rasmussen.
Hon började sin politiske karriär vid kommunalvalet 2013, då hon blev invald i Köpenhamns kommunfullmäktige för Venstre. Hon satt där till 2020 och var partiets politiska ordförande samt hälsoråd. Under 2017 riktades kritik mot att hon arbetade för British American Tobacco, vilket gjorde att hon därefter inte deltog i vissa beslut. Hon har varit medlem i Moderaterne sedan 2023.
Stage Olsen bor tillsammans med sin partner i Frederiksberg och har ett biologiskt barn och ett styvbarn.